# Роджер Гаррісон
Роджер Уейн Гаррісон (народився в 1944 році) — американський професор економіки в Університеті Оберна, а також науковий співробітник Інституту Людвіга фон Мізеса.

## Освіта
Гаррісон отримав звання доктора в Університеті Вірджинії.

## Кар'єра
У 1978 р. Гаррісон починає викладати в Обернському університеті. Станом на листопад 2001 р. він був професором з економічної теорії на факультеті економіки та школи економіки Інституту Мізеса.
У 2001 р. було опубліковано його книгу «Час та гроші: макроекономіка структури капіталу» (англ. Time and Money: The Macroeconomics of Capital Structure) видавництвом Routledge. Того ж року він був нагороджений Премією Вернона Сміта за просування ідей Австрійської школи економіки.